# Episodi di Sisters (seconda stagione)
La seconda stagione della serie televisiva Sisters è stata trasmessa in anteprima negli Stati Uniti d'America dalla NBC tra il 21 settembre 1991 e il 2 maggio 1992.
| nº | Titolo originale                    | Titolo italiano | Prima TV USA      | Prima TV Italia |
| -- | ----------------------------------- | --------------- | ----------------- | --------------- |
| 1  | One to Grow On                      |                 | 21 settembre 1991 |                 |
| 2  | The Picture of Perfection           |                 | 28 settembre 1991 |                 |
| 3  | Strikes and Spares                  |                 | 5 ottobre 1991    |                 |
| 4  | Living Arrangements                 |                 | 12 ottobre 1991   |                 |
| 5  | A Kiss Is Still a Kiss              |                 | 19 ottobre 1991   |                 |
| 6  | Freedom's Just Another Word         |                 | 2 novembre 1991   |                 |
| 7  | The Family Way                      |                 | 9 novembre 1991   |                 |
| 8  | The Kindness of Strangers           |                 | 16 novembre 1991  |                 |
| 9  | Georgie Through the Looking Glass   |                 | 23 novembre 1991  |                 |
| 10 | Two Steps Forward, Three Steps Back |                 | 14 dicembre 1991  |                 |
| 11 | Eggnog                              |                 | 21 dicembre 1991  |                 |
| 12 | Good Help Is Hard to Find           |                 | 11 gennaio 1992   |                 |
| 13 | Troubled Waters                     |                 | 18 gennaio 1992   |                 |
| 14 | Working Girls                       |                 | 25 gennaio 1992   |                 |
| 15 | Tippecanoe and Georgie, Too!        |                 | 8 febbraio 1992   |                 |
| 16 | The Four Elements                   |                 | 15 febbraio 1992  |                 |
| 17 | A Matter of Life and Death          |                 | 22 febbraio 1992  |                 |
| 18 | The First Time                      |                 | 29 febbraio 1992  |                 |
| 19 | Empty Rooms                         |                 | 11 aprile 1992    |                 |
| 20 | Heart and Soul                      |                 | 18 aprile 1992    |                 |
| 21 | Pandora's Box                       |                 | 25 aprile 1992    |                 |
| 22 | Not in a Million Years              |                 | 2 maggio 1992     |                 |